# Guayabal (República Dominicana)

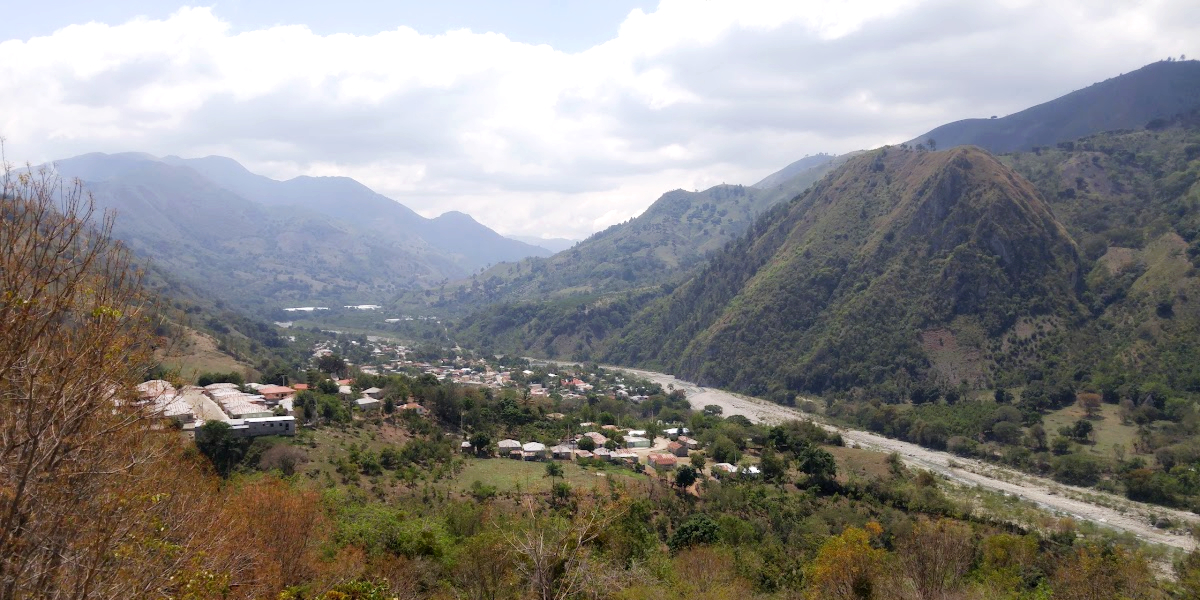
Cidade de Guayabal

Guayabal é um município da República Dominicana pertencente à província de Azua.
Sua população estimada em 2012 era de 3 965 habitantes.